# Cabo Frio
Cabo Frio – miasto w Brazylii, w stanie Rio de Janeiro. W 2009 liczyło 186 004 mieszkańców.  

## Główne atrakcje
- Miasto słynie z pięknych, licznych plaż (Praia do Forte, Praia das Dunas, Praia do Peró, Praia do Foguete, Praia das Conchas)[1].
- Fort São Mateus[2]
- Surfing
- Nurkowanie
- Praktyka stand-up paddle

## Sport
W mieście ma siedzibę klub piłkarski AD Cabofriense.

## Miasta partnerskie
- Camogli, Włochy
- Armação dos Búzios, Brazylia
- Arraial do Cabo, Brazylia